# Університет Північно-Шотландського нагір'я та островів
Університе́т Півні́чно-Шотла́ндського нагі́р'я та острові́в (шотл. гел. Oilthigh na Gàidhealtachd agus nan Eilean), (англ. University of the Highlands and Islands) (UHI) — об'єднання 13 коледжів та науково-дослідних установ Північно-Шотландського нагір'я та островів Шотландії, що здійснюють діяльність у сфері вищої освіти. Головний офіс перебуває в Інвернессі. Університет є членом організації Університет Арктики.

## Історія
У квітні 2001 року Парламент Шотландії надав UHI статус вищого навчального закладу, тож нині ця установа надає можливість вивчення курсів університетського рівня. Присвоєні UHI ступені визнавалися через систему Відкритого університету Великої Британії, Стретчклайдського університету та Абердинського університету до 2008 року, коли UHI отримав право самостійно присвоювати ступені. Статус університету заклад отримав у лютому 2011 року, після чого він став називатися Університетом Північно-Шотландського нагір'я та островів.

## Організація і програми
UHI має ряд програм бакалаврського та післядипломного рівня. Зокрема, на факультеті мистецтв, гуманітарних та суспільних наук є багато курсів, пов'язаних із регіоном, як от ґельська (шотландська кельтська) мова, бакалаврат та магістратура із теології, бакалаврат із історії Шотландії та шотландської культури.
У складі університету діють такі факультети:
- факультет мистецтв, гуманітарних та суспільних наук (Faculty of Arts, Humanities and Social Sciences);
- факультет бізнесу та організації дозвілля (Faculty of Business and Leisure);
- факультет природничих і точних наук і технологій (Faculty of Science & Technology);
- факультет енергетики, інженерії та будівництва (Faculty of Energy, Engineering and Construction);
- факультет охорони здоров'я та педагогіки (Faculty of Health and Education).